# Kanton Moulins-la-Marche
Moulins-la-Marche is een voormalig kanton van het Franse departement Orne. Het kanton maakte deel uit van het arrondissement Mortagne-au-Perche. Het werd opgeheven bij decreet van 25 februari 2014, met uitwerking op 22 maart 2015.

## Gemeenten
Het kanton Moulins-la-Marche omvatte de volgende gemeenten:
- Les Aspres
- Auguaise
- Bonnefoi
- Bonsmoulins
- Brethel
- La Chapelle-Viel
- Fay
- La Ferrière-au-Doyen
- Les Genettes
- Mahéru
- Le Ménil-Bérard
- Moulins-la-Marche (hoofdplaats)
- Saint-Aquilin-de-Corbion
- Saint-Hilaire-sur-Risle
- Saint-Martin-des-Pézerits
- Saint-Pierre-des-Loges